# Tochter der Nacht
Tochter der Nacht (orig. Night's Daughter) ist ein 1985 erschienener Fantasyroman von der US-amerikanischen Schriftstellerin Marion Zimmer Bradley. Es ist eine Romanform der Oper „Die Zauberflöte“ von Emanuel Schikaneder und dem österreichischen Komponisten Wolfgang Amadeus Mozart. Sie hält sich an das Wesentliche der Oper und erfand darin eine Fabelwelt hinzu.

## Handlung
Die junge Pamina, Tochter der Königin der Nacht, wird im Namen von König Sarastro aus dem Reich der Nacht entführt.
Eines Nachts macht sich der junge Prinz Tamino auf die Jagd und wird von einem Drachen angegriffen. Tamino kämpft gegen ihn, aber er droht zu unterliegen. Doch drei Frauen töten den Drachen, aber das sieht Tamino nicht, da er vor Erschöpfung ohnmächtig wird. 
Als er aufwacht, begegnet er einem Vogelmenschen namens Papageno, der damit prahlt den Drachen getötet zu haben. Doch dann erscheinen die drei Frauen und bestrafen Papageno wegen seiner Prahlerei und klären Tamino auf, dass sie den Drachen getötet haben. Tamino trifft bald darauf die Königin der Nacht, die ihm den Auftrag gibt ihre Tochter aus den Fängen Sarastros zu befreien und ihn zu töten. Sie zeigt ihm ein Bildnis von Pamina und er verliebt sich auf die Stelle in sie. Die Königin der Nacht übergibt ihm eine Zauberflöte, die ihm auf seiner Reise nützlich sein wird. Auf Taminos Bitte darf Papageno ihn begleiten, wozu dieser ein paar Glöckchen bekommt.
Mit Papageno als Gefährten macht sich Tamino auf den Weg zu Sarastro, um Pamina zu befreien.

## Kritiken
„Die Zimmer Bradley schuf eine Fantasy-Erzählung über reale Probleme und Konflikte. Ähnlich einem Märchen. Und wer kann schon behaupten, dass Fabelwesen, überdimensionale Sexprotze oder allmächtige Muttergestalten in seinem geheimsten Innenleben keine Rolle spielen?“ Playboy